# Benn Harradine
Benn Harradine (né le 14 octobre 1982 à Newcastle) est un athlète australien, spécialiste du lancer du disque.

## Biographie
C'est un aborigène d'Australie du district de Wimmera, le premier à représenter son pays aux Jeux du Commonwealth et aux Jeux olympiques pour le lancer du disque.
En 2008, il a battu le record d'Australie, vieux de 29 ans, en réalisant 66,37 m en mai 2008 en Californie. Après avoir lancé à 66,45 m, record d'Océanie, à Split lors de la Coupe continentale d'athlétisme 2010, il réalise 66,07 m à Hal (Belgique) en 2011, après avoir remporté les Jeux du Commonwealth 2010 à New Delhi.
Le 10 mai 2013, à Townsville, Benn Harradine améliore le record d'Océanie en établissant la marque de 68,20 m.
Le 10 mai 2015 à Wiesbaden, il obtient un lancer de 66,75 m.
Il met un terme à sa carrière en avril 2018, à l'issue des Jeux du Commonwealth de Gold Coast où il atteint une nouvelle fois la finale, terminant 6e avec 59,92 m.

## Palmarès
| Date | Compétition           | Lieu       | Résultat | Marque  |
| ---- | --------------------- | ---------- | -------- | ------- |
| 2006 | Jeux du Commonwealth  | Melbourne  | 8e       | 58,87 m |
| 2010 | Coupe continentale    | Split      | 2e       | 66,45 m |
| 2010 | Jeux du Commonwealth  | New Delhi  | 1er      | 65,45 m |
| 2011 | Championnats du monde | Daegu      | 5e       | 64,77 m |
| 2012 | Jeux olympiques       | Londres    | 9e       | 63,59 m |
| 2014 | Jeux du Commonwealth  | Glasgow    | 4e       | 61,91 m |
| 2014 | Coupe continentale    | Marrakech  | 5e       | 61,97 m |
| 2015 | Championnats du monde | Pékin      | 10e      | 62,05 m |
| 2018 | Jeux du Commonwealth  | Gold Coast | 6e       | 59,92 m |

### Records
| Épreuve          | Performance | Lieu       | Date        |
| ---------------- | ----------- | ---------- | ----------- |
| Lancer du disque | 68,20 m     | Townsville | 10 mai 2013 |